# Ghior
Ghior è un sottodistretto (upazila) del Bangladesh situato nel distretto di Manikganj, divisione di Dacca. Si estende su una superficie di 145,95 km² e conta una popolazione di 155.907 abitanti (dato censimento 1991).